# Königsberg (Heiligengrabe)
Königsberg ist ein Ortsteil der Gemeinde Heiligengrabe im Landkreis Ostprignitz-Ruppin in Brandenburg. 

## Geographie
Der Ort liegt an der Landesstraße L 144. Südlich vom Kernbereich des Ortes liegt der 53 ha große Königsberger See (siehe Liste der Seen in Brandenburg).

## Geschichte
Der Ort wurde im Jahr 1274 erstmals urkundlich erwähnt. Ältestes Bauwerk des Dorfes ist die Feldsteinkirche aus dem 15. Jahrhundert. 1504 wurde erstmals eine Wassermühle erwähnt, die bis in die 1960er Jahre in Betrieb war. Anschließend verfiel sie zusehends, bis sie in den Jahren 1990 und 1991 restauriert und zu einer Gaststätte umfunktioniert wurde.
Am 31. Dezember 2004 wurde Königsberg, das sich gerichtlich erfolgreich gegen eine Eingemeindung nach Wittstock/Dosse gewehrt hatte, nach Heiligengrabe eingemeindet.

## Einzelnachweis
1. ↑  Informationstafel: Die Kattenstieg-Mühle, aufgestellt am Aufgang zum Aussichtsturm Blumenthal, Inaugenscheinnahme im März 2015.